# Шапока, Вилюс
Вилюс Шапока (лит. Vilius Šapoka) — литовский политический и государственный деятель. Бывший Министр финансов Литовской республики (2016—2020).

## Биография
Родился в семье ссыльного литовца и русской. Является родственником историка и педагога Адольфаса Шапоки. В 1985 году семья переехала в Шяуляй. Окончил среднюю школу в Шяуляй в 1997 году. Получил степень магистра экономики в Вильнюсском университете и степень MBA в Балтийском Институте Менеджмента. Полгода стажировался в Еврокомиссии.
Параллельно с учёбой Шапока работал в банке Lietuvos taupomasis bankas («Сбербанк Литвы»). С 2006 был председателем Комиссии по ценным бумагам Литвы, которую в начале 2012 года присоединили к Банку Литвы. После чего начал работу в качестве директора Департамента по финансовом услугам.

## Политическая карьера
После победы Социал-демократической партии Литвы на парламентских выборах 2012 года Альгирдас Буткявичюс упомянул Шапоку в качестве возможного кандидата на пост министра финансов, однако тогда Шапока отказался. Позже он рассказал, что у него были сомнения по поводу правившей коалиции в связи с сопровождающим их «криминальным шлейфом».
После победы партии Союз крестьян и зелёных на выборах в Сейм в 2016 году, вошёл в состав нового кабмина Саулюса Сквернялиса в качестве министра финансов.